# Fatma Saïd
Pour les articles homonymes, voir Saïd.
Fatma Saïd est une chanteuse soprano égyptienne née en 1991.

## Biographie
Fatma Saïd grandit au Caire où elle poursuit ses études dans une école allemande. Son père, Ahmed Hassan Said, dirige le Parti des Égyptiens libres qui se trouvait dans l'opposition sous le gouvernement Morsi.
Fatma Saïd prend ses premières leçons de chant à l'âge de quatorze ans auprès de la soprano Névine Allouba à l'école de l'opéra du Caire. Au bout de trois mois, elle chante au concert de Noël de cet opéra. Elle étudie le chant à partir de 2009 à la Hanns-Eisler-Hochschule für Musik de Berlin, où elle obtient en 2013 son Bachelor of Music.
Elle se fait connaître dans son interprétation des lieder de Schumann au Bonner Schumannfest (Festival Schumann de Bonn) du 29 mai au 9 juin 2013. Ensuite, elle obtient une bourse du Teatro alla Scala de Milan. Elle suit les cours d'opéra de l'école internationale, y étant la première soprano originaire d'Égypte.
En 2016, elle interprète Pamina dans une mise en scène de Peter Stein de La Flûte enchantée en 2014 à la Scala,. En octobre 2019, elle reprend ce rôle lors de l'inauguration du Shangyin Opera House de Shanghai.
Elle interprète également le rôle d'Amour dans la version de 1774 de Orphée et Eurydice, donnée pour la première fois à La Scala, en 2018 aux côtés de Juan Diego Florez (Orphée) et Christiane Karg (Eurydice) sous la direction de  Michele Mariotti
Elle chante sur de nombreuses scènes internationales, comme le Teatro San Carlo (Naples), l'Opéra royal de Mascate, le Gewandhaus (Leipzig), la Kaiser-Wilhelm-Gedächtniskirche (Berlin) ou le Konzerthaus de Berlin.
Elle chante dans Falstaff, L'Enfant et les sortilèges, La Cenerentola et Le Barbier de Séville. Elle participe aussi à de nombreux festivals, comme celui de Bad Kissingen, la Schumannfest de Bonn et au festival lyrique d'Istanbul. En août 2019, elle interprète le Requiem de Mozart au Royal Albert Hall et aux BBC Proms, Shéhérazade de Ravel avec l’Orchestre des Champs-Élysées, le Requiem de Fauré au Concertgebouw d'Amsterdam, ainsi que la 4e Symphonie de Mahler au Théâtre Lyrique de Cagliari.
Elle se confie sur son goût pour le spectacle vivant : « En tant qu’interprète, (…) vous devez vous libérer, ressentir le moment présent et faire confiance à votre instinct créatif. Vous avez alors la chance de laisser à jamais la beauté au cœur de l’auditeur. Le temps, la maturité et les expériences font une grande différence lors de l’écoute de la musique ; chaque personne dans le public a une histoire différente, et chacun se reliera et se connectera d’une manière différente. Je trouve cela si puissant. »
Le 14 juillet 2020, elle se produit en Eurovision dans l'émission télévisée de la fête nationale française Le Concert de Paris sur France 2, chantant Les Filles de Cadix de Léo Delibes et Marinela (La canción del olvido) de José Serrano. L’évènement est retransmis dans une dizaine de pays à travers le monde.
La saison suivante, elle interprète le rôle de Zerlina du Don Giovanni de Mozart au Théâtre San Carlo de Naples et au Théâtre du mai musical à Florence. De même, elle interprète la valse de Francis Poulenc, les chemins de l'amour.
En janvier 2023 au Gstaad New Year Music Festival, elle remplace Nadine Sierra souffrante dans un récital où elle est remarquée : le critique de Forum Opera souligne ainsi « la longueur d’une voix souple, ductile, troublante, voluptueuse, ajoutant des aigus pleins, rayonnants, affirmés à un registre grave, chaud, boisé, vibrant. ».
Fatma Saïd est connue aussi pour défendre des grandes causes. Elle collabore avec Eugenio Bennato au Teatro San Carlo à un projet pour le Printemps arabe. Elle représente l'Égypte pour le jour des droits de l'homme en 2014 aux Nations unies à Genève où Juan Diego Florez est également présent. Elle défend la cause de l'éducation musicale des enfants et de la jeunesse. Elle obtient le Creativity Award d'Égypte en 2016. La même année, elle est honorée par le Conseil national des femmes d'Égypte.
Après un premier album intitulé El Nour (la lumière en arabe), publié en 2020 chez Warner Classics qui « brille par son mélange d'œuvres classiques françaises et de chansons populaires espagnoles et arabes. », Fatma Saïd enregistre un deuxième album, Kaléidoscope, en 2022, toujours chez Warner Classics, offrant là encore un « mélange des genres » avec des airs d'opéra d'Offenbach, Gounod et Massenet, de Zarzuela, de comédies musicales, d'opérettes et des chansons de variété. Elle participe dans le rôle d'Amore, également à l'enregistrement d'une intégrale de l'Orfeo e Euridice, dans la version originale viennoise de 1762, en italien, aux côtés du contre-ténor Jakub Józef Orliński (Orfeo) et de la soprano Elsa Dreisig (Euridice) qui sort en 2024 chez Erato.
Un troisième album solo chez Warner Classics est annoncé pour février 2025 et intitulé Lieder. Il regroupera l'interprétation de chants de Schubert, Schumann, Mendelssohn, et Brahms.

## Récompenses
- Premier prix 2006 et 2009 du concours Jeunes musiciens (Allemagne).
- 2011 : Grand prix du concours international de chant Giulio Perotti.
- 2012 : second prix du concours international Robert Lied Schumann[20] (Zwickau).
- 2012 : 7e Concours international d’opéra Leyla Gencer (Istanbul).
- 2016 : 8e Concours international de chant Veronica Dunne (Dublin)[8].

## Discographie
- El Nour (« la lumière » en arabe) - Malcolm Martineau, piano ; Rafael Aguirre, guitare ; Tim Allhoff, piano ; Itamar Doari, percussion ; Henning Sieverts, contrebasse ; Tamer Pinarbasti, kanoun (janvier 2020, Warner Classics) (OCLC 1225639322).
- Kaléidoscope - Fatma Said, soprano ; Marianne Crebassa, mezzo-soprano ; David Bergmüller, luth ; Lucienne Renaudin Vary, trompette ; Rageed William, nay ; Tim Allhoff, piano ; Henning Sieverts, contrebasse ; Heinrich Köbberling, tambours et percussion ; Philip Krause, percussion ; Christian Gerber, bandonéon ; Quinteto Ángel ; Vision String Quartet ; Orchestre Philharmonique de Monte-Carlo, direction : Sascha Goetzel - Warner Classics. Enregistré en juin 2021 à l’Auditorium Rainier III de Monaco. Notice en anglais, français et allemand.
- Orfeo e Euridice - Version de Vienne, 1762. Avec : Jakub Józef Orliński, contreténor (Orfeo) ; Elsa Dreisig, soprano (Euridice) ; Fatma Said, soprano (Amore). Il Giardino d’Amore, direction : Stefan Plewniak. 1 CD Erato, 2024. Enregistré du 23 au 29 janvier 2023 au studio S2 de la Radio polonaise de Varsovie.